# Lille Fuglede Sogn
Lille Fuglede Sogn er et sogn i Kalundborg Provsti (Roskilde Stift). 
I 1800-tallet var Lille Fuglede Sogn anneks til Store Fuglede Sogn. Begge sogne hørte til Ars Herred i Holbæk Amt. Store Fuglede-Lille Fuglede sognekommune blev ved kommunalreformen i 1970 indlemmet i Hvidebæk Kommune, der ved strukturreformen i 2007 indgik i Kalundborg Kommune.
I Lille Fuglede Sogn findes Lille Fuglede Kirke.
I sognet findes følgende autoriserede stednavne:
- Jerslev (bebyggelse)
- Jerslev By (bebyggelse, ejerlav)
- Lille Fuglede (bebyggelse)
- Lille Fuglede By (bebyggelse, ejerlav)
- Nordkrog (bebyggelse)
- Vråbjerg (areal)